# Ahmad de Brunéi
El sultán Ahmad subió al trono en 1402, antes era conocido como Pateh Berbai. Es el primer Pengiran Bendahara en Brunéi. Más tarde le fue dado el título Pengiran Bendahara Seri Maharaja Permaisuara. Se casó con la hermana menor de Ong Suma Ping (también conocido como Pengiran Maharaja Lela). El sultán Ahmad murió en 1425 mientras su hijo Nakhoda Angging fue haraja en la Sulu y, por tanto, fue sucedido por su hijo, Sultan Seri Ali o Sharif Ali, el gran Sufí Berkat.